# Serapias orientalis
Serapias orientalis es una especie de orquídea del Mediterráneo oriental y oeste de Transcaucasia.

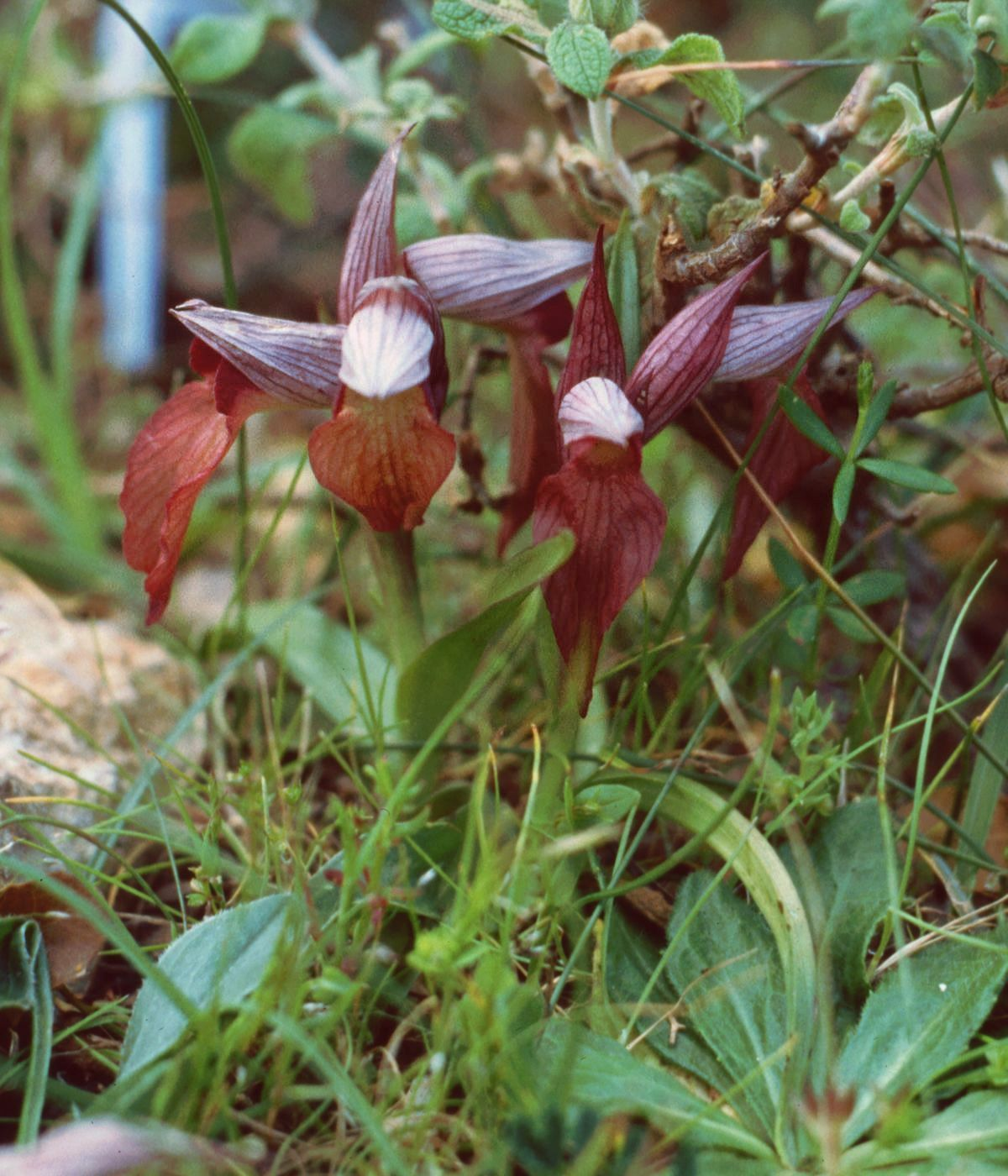
Vista de la planta

## Descripción
La planta se encuentra en las praderas húmedas de Grecia, Turquía, Siria, Líbano, Israel y Jordania en elevaciones de 0 a 1000 metros- Florece en la primavera con tres a ocho flores de 4 cm de ancho.

## Taxonomía
Serapias orientalis fue descrita por (Greuter) H.Baumann & Künkele y publicado en Arbeitskreis Heimische Orchideen 20(3): 636. 1968.
Etimología
Serapias: nombre genérico de origen griego que se aplicó antiguamente a una orquídea no identificada con certeza, quizá Orchis morio. Proviene de un dios egipcio llamado Serapis en cuyos templos los devotos se dedicaban a los placeres de la carne. El nombre que Linneo asignó a este género quizás se debe a que a algunas orquídeas se le atribuyen efectos afrodisíacos.
orientalis: epíteto latino que significa "de oriente".
Subespecies
- S. orientalis ssp. apulica H.Baumann & Künkele, 1989
- S. orientalis ssp. levantina (H. Baumann & Künkele) Kreutz, 2004
- S. orientalis ssp. orientalis Sépalos y pétalos de color blanco, los labios son de color rojo oscuro.
- S. orientalis ssp. siciliensis Bartolo & Pulv., 1993 Los sépalos y pétalos son de color rosa, los labios de color rojo.

Sinonimia
- Serapias vomeracea subsp. orientalis Greuter

subsp. levantina (H.Baumann & Künkele) Kreutz
- Serapias levantina H.Baumann & Künkele
- Serapias levantina subsp. dafnii B.Baumann & H.Baumann[3]

Híbridos
Serapias orientalis se hibrida con las siguientes especies de Serapias
- Serapias × garganica H.Baumann & Künkele, (1989) (S. orientalis subsp. apulica × S. vomeracea)

Híbridos intergenéricos con el género Anacamptis:
- × Serapicamptis anatolica (Renz & Taubenheim) J.M.H.Shaw, 2005 (A. laxiflora × S. orientalis)
- × Serapicamptis cytherea (B.Baumann & H.Baumann) H.Kretzschmar, Eccarius & H.Dietr., 2007 (A. papilionacea × S. orientalis)
- × Serapicamptis ducoroniae (P.Delforge) J.M.H.Shaw, 2005 (A. morio × S. orientalis subsp. apulica)